# مقدس
القداسة أو الحرمة، هي حالة عامة لكون الشيء مشرفًا (ويتلقاها الأفراد المتدينون بوصفها كل ما يصحب الإله) أو مقدس (تعتبر أمرًا يستحق الاحترام الروحي أو التفاني؛ أو الرهبة الملهمة أو الخشوع في أوساط المؤمنين بمجموعة ما من الأفكار الروحانية). وفي بعض السياقات الأخرى، «غالبًا ما تعتبر الأشياء» شريفة «أو» مقدسة «إذا استخدمت من أجل أغراض روحانية»، مثل التعبد أو خدمة الإله.
كما يمكن أن تستخدم تلك المصطلحات في سياقات غير روحانية أو شبه روحانية («الحقائق المقدسة» في الدستور). وأحيانًا تنسب إلى الأشخاص («رجل شريف» له مهنة دينية، «رسول كريم» يبجله متبعوه)، أو الأشياء («القطع الأثرية المقدسة» والمبجلة والمباركة)، أو للأوقات («أيام مباركة» لها استبطان روحاني، كما في عطلات الشتاء)، أو للأماكن («الأرض المقدسة»، «المكان المبارك»).

## في اللغة
مُقدَّس أي مُعظِّم، ومُبجِّل.